# Camelia Potec
Camelia Potec (Brăila, 19 febbraio 1982) è un'ex nuotatrice e dirigente sportiva rumena.
Specializzata nello stile libero, ha vinto la medaglia d'oro nei 200m SL ai Giochi Olimpici di Atene 2004.

## Palmarès
- Olimpiadi

Atene 2004: oro nei 200m sl.
- Mondiali

Fukuoka 2001: bronzo nei 200m sl.
Roma 2009: bronzo nei 1500m sl.
- Mondiali in vasca corta

Manchester 2008: argento nei 400m sl.
- Europei

Siviglia 1997: bronzo nei 200m sl.
Istanbul 1999: oro nei 200m sl e nei 400m sl e bronzo nella 4x200m sl.
Helsinki 2000: oro nella 4x200m sl, bronzo nei 200m sl, nei 400m sl e nella 4x100m misti.
Berlino 2002: argento nei 200m sl e bronzo nei 400m sl.
Madrid 2004: oro nei 200m sl, argento nei 400m sl, bronzo negli 800m sl e nella 4x200m sl.
Eindhoven 2008: argento nei 200m sl, bronzo nei 400m sl e negli 800m sl.
- Universiadi

Pechino 2001: oro nei 200m sl e nei 400m sl.
Smirne 2005: oro nei 400m sl e bronzo negli 800m sl.
- Europei giovanili

Anversa 1998: oro nei 100m sl, nei 200m sl e nei 400m sl.